# Sericomyrmex opacus
Sericomyrmex opacus är en myrart som beskrevs av Mayr 1865. Sericomyrmex opacus ingår i släktet Sericomyrmex och familjen myror.

## Underarter
Arten delas in i följande underarter:
- S. o. muelleri
- S. o. opacus